# David Hemery
David Peter Hemery CBE (Cirencester, 18 juli 1944) is een Britse voormalige atleet en Commandeur in de Orde van het Britse Rijk. Hij was gespecialiseerd in het hordelopen en nam tweemaal deel aan de Olympische Spelen, waar hij een gouden, zilveren en bronzen medaille veroverde.

## Biografie
De vader van David Hemery moest zich wegens zijn werk in de Verenigde Staten vestigen. David, die ten tijde van de emigratie twaalf jaar oud was, groeide hier verder op. Hij ging in Boston naar school en ging studeren aan de prestigieuze Universiteit van Boston. Hij vertegenwoordigde Groot-Brittannië op de 400 m horden op de Olympische Spelen van 1968 en werd olympisch kampioen, waarbij hij met een tijd van 48,12 s het wereldrecord verpletterde, dat juist de maand ervoor door Geoffrey Vanderstock voor het eerst in de historie op een tijd binnen de 49 seconden (48,6) was gesteld. Vanwege zijn olympische overwinning werd hij in Groot-Brittannië gekozen tot sporter van het jaar en benoemd tot Commandeur in de Orde van het Britse Rijk.
Overigens kwam hij ook uit op de 110 m horden. Zijn grootste succes op dit onderdeel was een zilveren medaille op de Europese kampioenschappen in 1969 en in 1970 goud op de Gemenebestspelen en de Universiade.
Merkwaardig genoeg liep David Hemery in de periode tussen de twee Spelen geen 400 m horden, maar op de Olympische Spelen van München in 1972 verdedigde hij zijn titel en won hij hierop toch nog weer een bronzen medaille achter John Akii-Bua uit Oeganda en Ralph Mann uit de Verenigde Staten. Op de 4 × 400 estafette veroverde hij samen met Martin Reynolds, Alan Pascoe en David Jenkins zelfs het zilver.
Na de beëindiging van zijn actieve sportcarrière werd Hemery atletiektrainer in de VS. In 1998 werd hij verkozen tot president van de Britse atletiekbond.

## Titels
- Olympisch kampioen 400 m horden - 1968
- Gemenebest kampioen 120 yd horden - 1966
- NCAA-kampioen 400 m horden - 1968
- Brits kampioen 120 yd horden - 1966
- Brits kampioen 110 m horden - 1970
- Brits kampioen 440 yd horden - 1968
- Brits kampioen 400 m horden - 1972

## Persoonlijke records
| Onderdeel    | Prestatie       | Datum           | Plaats      |
| ------------ | --------------- | --------------- | ----------- |
| 400 m horden | 48,12 s (ex-WR) | 15 oktober 1968 | Mexico-Stad |
| 110 m horden | 13,4 s          | 1970            |             |
| 400 m horden | 48,12 s         | 1968            |             |
| tienkamp     | 6893 p          | 1969            |             |

## Palmares

### 110 m horden
- 1969:  EK - 13,74 s
- 1970:  Britse (AAA-)kamp. - 13,9 s
- 1970:  Universiade - 13,8 s
- 1970:  Gemenebestspelen - 13,66 s

### 120 yd horden
- 1966:  Britse (AAA-)kamp. - 14,0 s
- 1966:  Gemenebestspelen - 14,1 s

### 400 m horden
- 1968:  NCAA-kamp. - 49,8 s
- 1968:  OS - 48,12 s
- 1972:  Britse (AAA-)kamp. - 49,67 s
- 1972:  OS - 48,52 s

### 440 yd horden
- 1968:  Britse (AAA-)kamp. - 50,19 s

### 4 × 400 m
- 1968: 5e OS - 3.01,21
- 1972:  OS - 3.00,46

1900: John Tewksbury ·
1904: Harry Hillman ·
1908: Charles Bacon ·
1920: Frank Loomis ·
1924: Morgan Taylor ·
1928: David Burghley ·
1932: Bob Tisdall ·
1936: Glenn Hardin ·
1948: Roy Cochran ·
1952: Charles Moore ·
1956: Glenn Davis ·
1960: Glenn Davis ·
1964: Rex Cawley ·
1968: David Hemery ·
1972: John Akii-Bua ·
1976: Edwin Moses ·
1980: Volker Beck ·
1984: Edwin Moses ·
1988: André Phillips ·
1992: Kevin Young ·
1996: Derrick Adkins ·
2000: Angelo Taylor ·
2004: Félix Sánchez ·
2008: Angelo Taylor ·
2012: Félix Sánchez ·
2016: Kerron Clement ·
2020: Karsten Warholm ·
2024: Rai Benjamin
- World Athletics: 14353205
- International Standard Name Identifier: 0000 0000 8299 2349
- Library of Congress Control Number: n50027185
- Virtual International Authority File: 110366584